# Брагін Олександр Михайлович
Брагін Олександр Михайлович (справжнє прізвище Брагінський, 25 жовтня (6 листопада) або 3 (15) листопада 1881, Київська губернія — 23 листопада 1953, Москва; в деяких джерелах Київ) — російський і радянський оперний співак і артист оперети (баритон), педагог вокалу. Заслужений артист Республіки (1926).
Народився в сім'ї робітника ковбасної фабрики. З семи років почав займатися музикою: навчався грі на скрипці, потім на фортепіано, а з 16 років в Києві став брати уроки співу у М. Медведєва.
У 1896—1901 — в Петербурзькій консерваторії, педагоги С. Габель і Й. В. Тартаков.
Протягом декількох років наїздами (1904—1913 роки) продовжував вокальну освіту в Європі.
У 1900 році (в деяких джерелах 1899) дебютував в Київській опері в партії Валентина — «Фауст» Ш. Гуно.
Працював в декількох антрепризах: антреприза Є. Кабанова і К. Яковлєва; антреприза М. К. Максакова, виступаючи в різних російських містах.
- 1905—1908 роках — соліст петербурзького Маріїнського театру.
- 1908—1909 роках — соліст московського Большого театру.
- 1909—1911 роках — соліст петербурзького Маріїнського театру.
- 1911—1915 роках — в петербурзькій опереті.

З 1914 року гастролював по Росії в якості оперного, опереткового і камерного співака.
У 1922 і 1923 роках гастролював в Берліні, в 1924—1928 роках співав у різних оперних театрах Німеччини.
У 1924 році залишив сценічну діяльність.

Викладав вокал в Київській консерваторії (1939—1941).

З 1944 — Московська філармонія (займався з молодими співаками).

Серед учнів:
- Кобржицький В'ячеслав Опанасович
- Фокін Микола Сергійович
- Хромченко Соломон Маркович